# Zasitino
Zasitino – rosyjskie miasto w obwodzie pskowskim zamieszkane przez kilka tysięcy mieszkańców. Znajduje się ono przy granicy rosyjsko-łotewskiej. Przez miasto przebiega droga E 22, która na terenie Łotwy zamienia się w autostradę A 12.